# North Cotes
North Cotes är en ort och civil parish i Storbritannien.   Den ligger i grevskapet Lincolnshire och riksdelen England, i den sydöstra delen av landet, 220 km norr om huvudstaden London. North Cotes ligger 6 meter över havet och antalet invånare är 703.
Terrängen runt North Cotes är platt. Havet är nära North Cotes åt nordost. Runt North Cotes är det ganska tätbefolkat, med 75 invånare per kvadratkilometer. Närmaste större samhälle är Grimsby, 11,5 km nordväst om North Cotes. Trakten runt North Cotes består till största delen av jordbruksmark.